# Euxoa segregata
Euxoa segregata är en fjärilsart som beskrevs av Smith 1894. Euxoa segregata ingår i släktet Euxoa och familjen nattflyn. Inga underarter finns listade i Catalogue of Life.